# ویلیام گلاسر
ویلیام گلاسر (به انگلیسی: William Glasser); (۱۱ مهٔ ۱۹۲۵ – ۲۳ اوت ۲۰۱۳) روان‌پزشک اهل ایالات متحده آمریکا بود. گلاسر گسترش دهنده نظریات دبلیو ادواردز دمینگ در زمینه واقعیت درمانی و نظریه انتخاب محسوب می‌شد. نوآوری‌های گلاسر پیرامون مشاوره فردی در محیط کاری و مدارس، مواردی چون انتخاب و مسئولیت‌پذیری شخصی و دگرگونی شخصیت را مدنظر قرار می‌دهد. گلاسر خود را در تقابل با روان‌پزشکان جریان اصلی قرار می‌داد؛ کسانی که به جای پرداختن به علل رفتاری و انتخاب‌های فرد، به طبقه‌بندی مسائل روانی به‌عنوان «اختلال» می‌پردازند و درمان را عمدتاً در تجویز دارو جست‌وجو می‌کنند.
با تکیه بر تجربه‌ی بالینی گسترده و مشاوره‌ای خود، گلاسر نظریه‌هایش را به حوزه‌های وسیع‌تری از مسائل اجتماعی، همچون آموزش، مدیریت و روابط زناشویی گسترش داد. او به‌عنوان یک مدافع عمومی، نسبت به آسیب‌های احتمالی روان‌پزشکی سنتی که مبتنی بر تشخیص‌های رایج و تجویز داروهای روان‌گردان است، به جامعه هشدار می‌داد. از دیدگاه گلاسر، آن‌چه بیماران تجربه می‌کنند، در واقع ابراز نارضایتی و نبود پیوندهای معنادار با افراد مهم زندگی‌شان است، نه بروز یک «اختلال مغزی». او بر آموزش عمومی درباره‌ی مسائل سلامت روان تأکید می‌کرد و چارچوب‌هایی پسا‌مدرن برای یافتن و پیمودن مسیرهای درمانی سالم پیشنهاد می‌داد.

## اوایل زندگی و شغل
گلاسر در ۱۱ مه ۱۹۲۵ در کلیولند، اوهایو زاده شد. وی در دانشگاه کیس وسترن رزرو در کلیولند شرکت کرد، جایی که در سال ۱۹۴۵ لیسانس خود را در مهندسی شیمی کسب کرد. بعد از مدت کوتاهی به عنوان یک مهندس، گلاسر در سال ۱۹۴۶ به دانشگاه وسترن بازگشت، اما در اولین ترم خود به ارتش آمریکا فراخوانده شد و در Dugway Proving Ground در یوتا مستقر گشت. وی در سال ۱۹۴۷ به کیس وسترن بازگشت و در سال ۱۹۴۹ لیسانس روان‌شناسی بالینی را گرفت و دکترای روان‌پزشکی را در سال ۱۹۵۳ به دست آورد. وی دوره کارآموزی پزشکی و اقامت روان‌پزشکی خود را به ترتیب در دانشگاه کالیفرنیا، لس آنجلس و وزارت امور کهنه‌سربازان ایالات متحده آمریکا به اتمام رساند و در سال ۱۹۶۱ جزو هیئت مدیره شد.
پس از اخراج شدن از بیمارستان کهنه سربازان به دلیل اعتقادات ضد فرویدی، گلاسر در مدرسه ونتورا، مکانی برای دختران بزهکار، به عنوان روان‌پزشک جایگاهی گرفت و در آنجا شروع به تدریس ایده‌هایی کرد که پایه و اساس واقعیت درمانی شد. در طول این زمان، گلسر با جی.ال. هریتون، روان‌پزشک بزرگتر از خودش که به صراحت باورهای فرویدی را در قبال اختلالات روانی رد می‌کرد، ملاقات کرد و وی را به استادی خود برگزیند.
گلاسر یک کلینیک روان درمانی خصوصی را در لس آنجلس راه‌اندازی کرد، وفعالیتش تا سال ۱۹۸۶ ادامه‌داشت.

## پیشه
گلاسر آثار متعددی، چه به‌تنهایی و چه به‌همراه دیگران، در زمینه‌های سلامت روان، مشاوره، بهبود نظام آموزشی و روش‌های تدریس منتشر کرد؛ کتاب‌هایی تأثیرگذار که در بسیاری از آن‌ها، او از رویکردی مبتنی بر سلامت عمومی در مواجهه با مسائل روانی دفاع می‌کرد، رویکردی که در برابر مدل پزشکی غالب، بر پیشگیری، آموزش و مسئولیت‌پذیری فردی تأکید دارد.

## مؤسسه تئوری انتخاب گلاسر
در ایالات متحده، مؤسسه گلاسر در ابتدا با گروه‌های منطقه‌ای در نیوانگلند، سان‌بلت، شمال غربی، غرب میانه، جنوب شرقی و سواحل غربی سازمان‌دهی شد.
در ژوئیه ۲۰۱۰، «انجمن بین‌المللی ویلیام گلاسر» (William Glasser Association International یا WGAI) در نشویلِ کنتاکی با هیئت‌مدیره‌ای موقت تأسیس شد تا سازمان‌دهی فعالیت‌ها و همایش‌های جهانی را به‌عهده گیرد. نخستین کنفرانس رسمی این نهاد در سال ۲۰۱۲ در لس‌آنجلس برگزار شد. این هیئت‌مدیره بعدها در ایالت کالیفرنیا به‌طور رسمی تحت عنوان جدید «ویلیام گلاسر اینترنشنال» (WGI) به ثبت رسید و به‌عنوان نهاد اصلی و رسمی معرفی شد که مورد تأیید گلاسر برای نمایندگی اندیشه‌ها و آموزه‌های او در سراسر جهان است. اعضای هیئت‌مدیره WGI توسط اعضای این انجمن انتخاب می‌شوند.
در خارج از ایالات متحده، ویلیام گلاسر اینترنشنال (WGI) دارای سازمان‌های وابسته فعال در کشورهای متعددی است، از جمله کانادا، کرواسی، اسلوونی، ایرلند، بریتانیا، فنلاند، مالزی، فیلیپین، کره جنوبی، ژاپن، کشورهای آمریکای مرکزی و جنوبی، آفریقای جنوبی، استرالیا و نیوزیلند. نه WGI و نه سازمان‌های وابسته‌ی آن، در دوره‌های گواهی‌نامه‌ای خود عنوان‌هایی مانند «مشاور» یا «درمانگر» اعطا نمی‌کنند. با این حال، در اروپا، «مؤسسه اروپایی درمان واقعیت‌گرا» (European Institute for Reality Therapy) دو دوره‌ی ویژه ارائه می‌دهد که یکی به دریافت عنوان «روان‌درمانگر با رویکرد درمان واقعیت‌گرا» و دیگری به عنوان «مشاور با رویکرد درمان واقعیت‌گرا» منتهی می‌شود. هر دو مسیر می‌توانند به دریافت «گواهی‌نامه اروپایی روان‌درمانی» (ECP) ختم شوند.
«مؤسسه ویلیام گلاسر بریتانیا» (WGI UK) که پیش‌تر با نام «مؤسسه درمان واقعیت‌گرا بریتانیا» فعالیت می‌کرد، با مدیریت اجرایی مستقل خود، مسئولیت برگزاری کارگاه‌ها و دوره‌های عملی را در بریتانیا به نمایندگی از WGI بر عهده دارد؛ این فعالیت‌ها نهایتاً به دریافت گواهی‌نامه رسمی «درمان واقعیت‌گرا» (CTRTC) منتهی می‌شوند. این مؤسسه تلاش می‌کند تا نظریه انتخاب، درمان واقعیت‌گرا و مدیریت رهبری‌محور را در بریتانیا ترویج و توسعه دهد و به اعضای خود—که گروهی از افراد هم‌فکر و متعهد به رشد شخصی و حرفه‌ای‌اند—راهنمایی و حمایت آموزشی ارائه دهد. این حمایت‌ها توسط گروهی از مدرسان و ناظران عملی ارائه می‌شود. اعضای این مؤسسه به این باور پایبندند که نظریه انتخاب، درمان واقعیت‌گرا و مدیریت رهبری‌محور باید راهنمای روابط آن‌ها، چه در عرصه شخصی و چه حرفه‌ای باشد، و آموزش درمان واقعیت‌گرا باید با وفاداری به مفاهیم بنیادی و با حفظ یکپارچگی علمی، همان‌گونه که گلاسر و دیگر نویسندگان و مدرسان وابسته به WGI معرفی کرده‌اند، انجام گیرد.

## مرگ
گلاسر در ۲۳ اوت ۲۰۱۳ در خانه خود در لس آنجلس در کنار همسرش کارلین و دیگران درگذشت. علت مرگ گلاسر نارسایی تنفسی ناشی از ذات الریه گزارش شده‌است. وب سایت مؤسسه ویلیام گلاسر به مرگ گلاسر به عنوان «شوک بزرگ برای همه» اشاره کرد، علیرغم اینکه او «مدتی بیمار» بود.